# Malteserkirche
La Malteserkirche (l'église de Malte) est une église catholique dédiée à saint Jean-Baptiste ayant appartenu à l'ordre de Saint-Jean de Jérusalem. La Malteserkirche est située sur la Kärntner Straße dans le 1er arrondissement du centre-ville historique de l'Innere Stadt de Vienne (Autriche).

## Historique

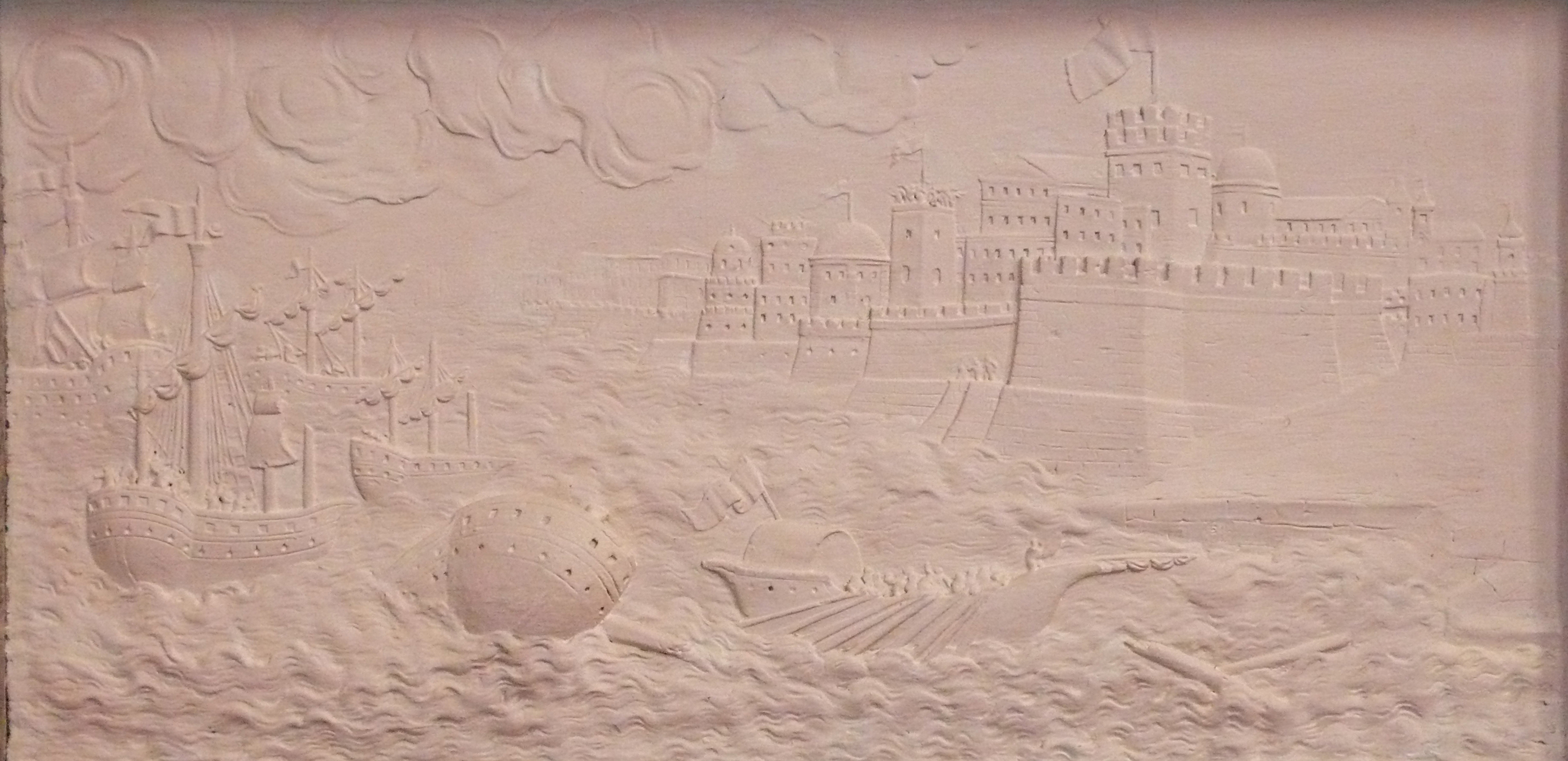
Bas-relief dans l'église Malteserkirche de Vienne.

La première mention de cette église remonte en l'an 1217, sous l'appellation de « maison de l'ordre du prude Saint-Jean », une commanderie hospitalière pour les croisés.
Le bâtiment actuel a été construit au milieu du XVe siècle.
Au cours du XVIIe siècle, l'église devint l'endroit privilégié pour les prédications d'Abraham a Sancta Clara qui fut nommé chapelain de la cour de justice impériale de Vienne en 1669.
En 1806, l'église a été reconstruite pour s'adapter au goût contemporain à l'époque du baroque. Des vitraux furent installés au cours du XIXe siècle.
L'ordre souverain de Malte a rencontré des difficultés financières après la Première Guerre mondiale et a dû vendre l'église en 1933.
Au cours des années 1968, 1972 et 1983 à 1984, puis 1998, l'église fut restaurée par étapes complémentaires.